# Aechmea kertesziae
Aechmea kertesziae är en gräsväxtart som beskrevs av Raulino Reitz. Aechmea kertesziae ingår i släktet Aechmea och familjen Bromeliaceae. Inga underarter finns listade i Catalogue of Life.